# Jakov Melnikov
Jakov Fjodorovitsj Melnikov (Russisch: Яков Фёдорович Мельников) (Moskou, 13 januari 1896 - aldaar, 2 juli 1960) was een Russisch schaatser.
Ondanks de goede schaatsprestatie van Jakov Melnikov, heeft hij alleen in 1923 meegedaan aan internationale kampioenschappen. Als eerste zat de Eerste Wereldoorlog internationaal succes in de weg en na 1923 nam de Sovjet-Unie voor 30 jaren niet meer deel aan internationale kampioenschappen georganiseerd door de Internationale Schaatsbond (tegenwoordig ISU, toentertijd IEV). Bij de EK Allround van 1923 in Hamar werd hij vierde en bij de WK Allround in Stockholm van hetzelfde jaar belandde hij op het podium en werd hem het brons omgehangen. In de jaren erna was Melnikov de absolute ster van het circuit van wedstrijden dat werd georganiseerd door de AIF, de arbeiders sportbond.
Melnikov kon natuurlijk wel in eigen land strijden om een titel. Hij nam tussen 1914-1940 17× deel aan het NK Allround, waar hij tussen 1915 en 1935 elfmaal nationaal kampioen werd, 1× als tweede en 2× als derde eindigde. Bij zijn deelname in 1939 won Melnikov nog de 10.000 meter, en bij zijn laatste deelname in 1940 eindigde hij net als in 1914 bij zijn eerste deelname als vierde in het klassement. In 1936 was de vijfde plaats zijn laagste klassering.

## Resultaten
| Jaar | EK Allround | WK Allround |
| ---- | ----------- | ----------- |
| 1923 | 4e          | Brons       |